# Granskogen i våra hjärtan
Granskogen i våra hjärtan är en svensk dokumentärfilm från 1994 i regi av Gunila Ambjörnsson.
Filmen skildrar bonden Lars-Erik Lundberg som bor i den norrländska byn Norrfors. Han berättar om livet på gården och ger också sin syn på skogen han äger där träden för honom är närmat kännande, tänkande väsen. Han siar också in i framtiden och befarar att framtiden skogsägare inte kommer känna likadant för sin skog utan i stället bara se den som en kapitalinvestering. Bilderna från byn varvas med bilder från Stockholm och då och då skymtar folkmusikgruppen Enteli framföra sin musik.
Filmen fick ett blandat mottagande hos kritikerna.